# Kistapolca, Baranya
Kistapolca este un sat în districtul Siklós, județul Baranya, Ungaria, având o populație de 197 de locuitori (2011). 

## Demografie
Componența etnică a satului Kistapolca
     Maghiari (95,76%)
     Croați (4,24%)
Componența confesională a satului Kistapolca
     Romano-catolici (40,61%)
     Reformați (13,71%)
     Fără religie (10,66%)
     Necunoscută (35,03%)
Conform recensământului din 2011, satul Kistapolca avea 197 de locuitori. Din punct de vedere etnic, majoritatea locuitorilor (95,76%) erau maghiari, cu o minoritate de croați (4,24%). Nu există o religie majoritară, locuitorii fiind romano-catolici (40,61%), reformați (13,71%) și persoane fără religie (10,66%). Pentru 35,03% din locuitori nu este cunoscută apartenența confesională.